# Stéphane Crucet
Stéphane Crucet, né le 1er septembre 1970 à Montbéliard (Doubs), est un footballeur français devenu entraîneur.

## Biographie

### Carrière de joueur

#### Parcours
Originaire du pays de Montbéliard, Stéphane Crucet fait ses classes au centre de formation de Sochaux. Il joue son premier match en équipe première à l'âge de 17 ans et signe un contrat stagiaire à l'été 1989. Cadre de l'équipe réserve pendant six ans, il quitte le club en 1993.
C'est avec le Perpignan FC qu'il s'impose en Division 2, au poste d'attaquant. Il passe ensuite par le Red Star et le Stade lavallois, comme milieu gauche, avant de revenir dans son club formateur en 2000. Sacré champion de France de D2 en 2001 aux côtés de Pagis, Frau, Santos, Pedretti et Meriem, il joue une saison et demie en première division avant de terminer sa carrière de joueur à Nancy puis à Delémont en Suisse.

#### Engagements syndicaux
Pour la saison 2002-2003, Stéphane Crucet est délégué syndical de l'UNFP au sein du FC Sochaux-Montbéliard.

### Entraîneur
À la fin de sa carrière de joueur, il passe le cap en devenant formateur, puis entraîneur.
Après avoir occupé le poste de responsable de formation à Louhans-Cuiseaux, il devient en 2006 l’entraîneur de l’équipe fanion qui connaît quelques soucis en raison de graves problèmes financiers au club.
Il devient entraîneur de l'US Pont-de-Roide Vermondans, club de DH pour la saison 2010-2011.
Durant les saisons 2011 et 2013, il est l'entraîneur adjoint du Tours FC. Le 24 juin 2013, après le changement de propriétaire il quitte le club au profit d'Alexandre Dujeux.

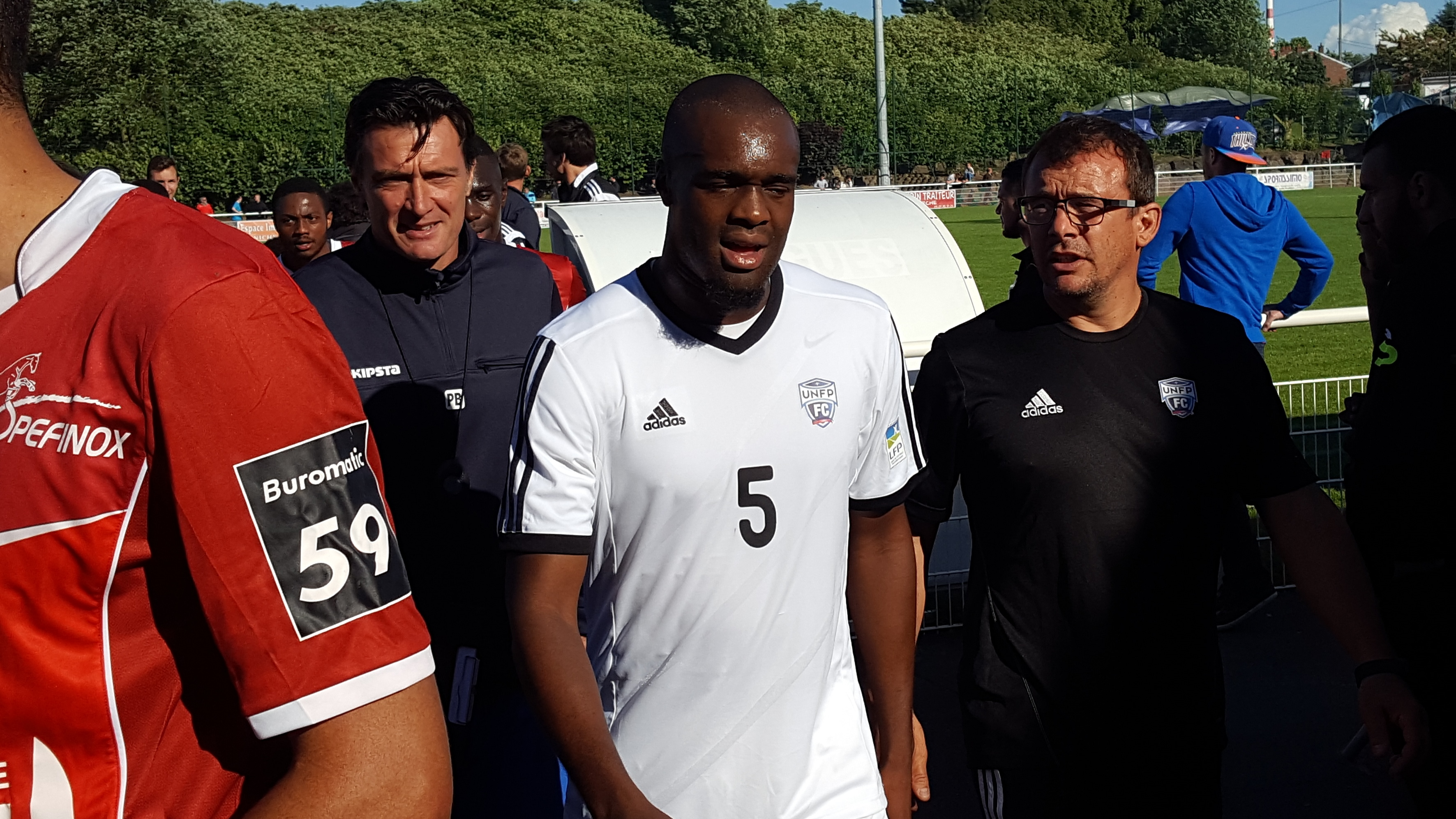
Stéphane Crucet (à droite) lors du stage de l'UNFP 2016.

À l'été 2013 il encadre le stage estival de l'UNFP destiné aux joueurs et entraîneurs sans contrat. En 2013-2014 il participe à « Dix mois vers l'emploi », programme développé par l'UNECATEF à destination des entraîneurs sans club,. En mai 2014 il obtient le diplôme d'entraîneur professionnel de football (DEPF), plus haut diplôme d'entraîneur en France. D'octobre à décembre 2014, il est l'entraîneur principal d'Arles-Avignon en Ligue 2, après avoir été l'adjoint de Bruno Irles. En 2016 il fait un nouveau passage par le stage de l'UNFP.
En 2017, il signe au Sporting Schiltigheim, fraîchement promu en National 2. Il maintient le club quatre années de suite.
En février 2022 il est nommé entraîneur du FR Haguenau, qu'il parvient à maintenir en N2.

## Statistiques

### Joueur
| Saison                | Club                   | Championnat           | Championnat | Championnat | Coupe nationale | Coupe nationale | Coupe de la Ligue | Coupe de la Ligue | Total | Total |
| Saison                | Club                   | Division              | M.          | B.          | M.              | B.              | M.                | B.                | M.    | B.    |
| 1993-1994             | Perpignan FC           | 3                     | 32          | 13          | 1               | 1               | -                 | -                 | 33    | 14    |
| 1994-1995             | Perpignan FC           | 2                     | 26          | 6           | -               | -               | 3                 | 3                 | 29    | 9     |
| 1995-1996             | Perpignan FC           | 2                     | 41          | 16          | 1               | 0               | 1                 | 0                 | 43    | 16    |
| 1996-1997             | Perpignan FC           | 2                     | 35          | 6           | -               | -               | 1                 | 0                 | 36    | 6     |
| 1997-1998             | Red Star FC            | 2                     | 37          | 6           | -               | -               | 1                 | 0                 | 38    | 6     |
| 1998-1999             | Red Star FC            | 2                     | 31          | 11          | 1               | 0               | 2                 | 0                 | 34    | 11    |
| 1999-2000             | Stade lavallois        | 2                     | 37          | 12          | 1               | 1               | 2                 | 1                 | 40    | 14    |
| 2000-2001             | FC Sochaux-Montbéliard | 2                     | 32          | 11          | 3               | 3               | -                 | -                 | 35    | 14    |
| 2001-2002             | FC Sochaux-Montbéliard | 1                     | 26          | 5           | 2               | 0               | 1                 | 0                 | 29    | 5     |
| 2002-2003             | FC Sochaux-Montbéliard | 1                     | 2           | 0           | -               | -               | -                 | -                 | 2     | 0     |
| 2003                  | AS Nancy-Lorraine      | 2                     | 7           | 0           | -               | -               | -                 | -                 | 7     | 0     |
| 2003-2004             | SR Delémont            | 2                     | -           | -           | -               | -               | -                 | -                 | 0     | 0     |
| 2004-2005             | SR Delémont            | 2                     | -           | -           | -               | -               | -                 | -                 | 0     | 0     |
| Total sur la carrière | Total sur la carrière  | Total sur la carrière | 306         | 86          | 9               | 5               | 11                | 4                 | 326   | 95    |

### Entraîneur
| CS Louhans-Cuiseaux         | 22 septembre 2006 | 3 juin 2010      | 157 | 50 | 38 | 69 | 31,8 | 24,2 | 43,9 |
| US Pont-de-Roide Vermondans | 3 juin 2010       | 3 septembre 2010 | -   | -  | -  | -  | -    | -    | -    |
| AS Béziers                  | 3 septembre 2010  | 20 juin 2011     | 32  | 11 | 7  | 14 | 34,4 | 21,9 | 43,8 |
| Total                       | Total             | Total            | 189 | 61 | 45 | 83 | 32,3 | 23,8 | 43,9 |

## Palmarès
- FC Sochaux
  - Division 2
    - Champion (1) : 2001